# Sapogne-et-Feuchères
Sapogne-et-Feuchères és un municipi francès situat al departament de les Ardenes i a la regió del Gran Est. L'any 2007 tenia 505 habitants.

## Demografia

### Població
El 2007 la població de fet de Sapogne-et-Feuchères era de 505 persones. Hi havia 206 famílies de les quals 54 eren unipersonals (21 homes vivint sols i 33 dones vivint soles), 70 parelles sense fills i 82 parelles amb fills.
La població ha evolucionat segons el següent gràfic:
Habitants censats

### Habitatges
El 2007 hi havia 229 habitatges, 203 eren l'habitatge principal de la família, 10 eren segones residències i 16 estaven desocupats. 227 eren cases i 2 eren apartaments. Dels 203 habitatges principals, 163 estaven ocupats pels seus propietaris, 35 estaven llogats i ocupats pels llogaters i 5 estaven cedits a títol gratuït; 1 tenia una cambra, 2 en tenien dues, 10 en tenien tres, 71 en tenien quatre i 118 en tenien cinc o més. 136 habitatges disposaven pel capbaix d'una plaça de pàrquing. A 71 habitatges hi havia un automòbil i a 112 n'hi havia dos o més.

### Piràmide de població
La piràmide de població per edats i sexe el 2009 era:
| Homes | Edats   | Dones |
| ----- | ------- | ----- |
| 0     | 95 o +  | 0     |
| 0     | 90 a 94 | 0     |
| 4     | 85 a 89 | 4     |
| 0     | 80 a 84 | 0     |
| 8     | 75 a 79 | 12    |
| 0     | 70 a 74 | 8     |
| 8     | 65 a 69 | 16    |
| 12    | 60 a 64 | 8     |
| 8     | 55 a 59 | 12    |
| 24    | 50 a 54 | 24    |
| 32    | 45 a 49 | 12    |
| 16    | 40 a 44 | 4     |
| 36    | 35 a 39 | 32    |
| 8     | 30 a 34 | 28    |
| 0     | 25 a 29 | 0     |
| 28    | 20 a 24 | 12    |
| 16    | 15 a 19 | 12    |
| 20    | 10 a 14 | 28    |
| 8     | 5 a 9   | 16    |
| 8     | 0 a 4   | 12    |

## Economia
El 2007 la població en edat de treballar era de 347 persones, 233 eren actives i 114 eren inactives. De les 233 persones actives 213 estaven ocupades (119 homes i 94 dones) i 19 estaven aturades (7 homes i 12 dones). De les 114 persones inactives 31 estaven jubilades, 40 estaven estudiant i 43 estaven classificades com a «altres inactius».

### Ingressos
El 2009 a Sapogne-et-Feuchères hi havia 204 unitats fiscals que integraven 509 persones, la mediana anual d'ingressos fiscals per persona era de 17.811 €.

### Activitats econòmiques
Dels 9 establiments que hi havia el 2007, 1 era d'una empresa de fabricació d'altres productes industrials, 3 d'empreses de construcció, 2 d'empreses d'hostatgeria i restauració, 1 d'una empresa de serveis, 1 d'una entitat de l'administració pública i 1 d'una empresa classificada com a «altres activitats de serveis».
Dels 4 establiments de servei als particulars que hi havia el 2009, 1 era un guixaire pintor, 1 lampisteria, 1 electricista i 1 restaurant.
L'any 2000 a Sapogne-et-Feuchères hi havia 6 explotacions agrícoles.

## Equipaments sanitaris i escolars
El 2009 hi havia una escola elemental integrada dins d'un grup escolar amb les comunes properes formant una escola dispersa.

## Poblacions més properes
El següent diagrama mostra les poblacions més properes.